# Amlogic

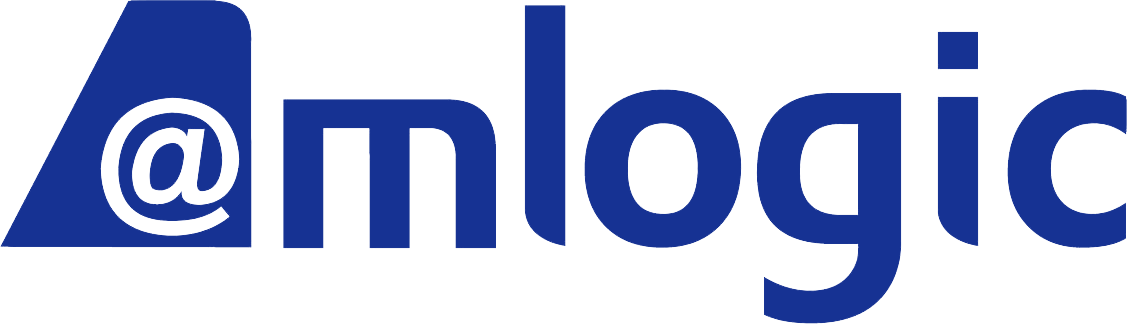
Logo společnosti

Amlogic je polovodičová firma, která se specializuje výhradně na design, vývoj a aplikaci výkonných čipů SoC (system-on-chip) pro multimediální a chytrá domácí zařízení, zejména v oblasti spotřební elektroniky. Čipy této společnosti umožňují UHD (Ultra high definition) zpracování multimédií, podporují umělou inteligenci a ochranu zabezpečení obsahu, podporují CPU (central processing unit) a GPU (graphics processing unit) s pokročilými procesními uzly a další.
Její výrobky jsou základem například pro set-top boxy, chytré televizory a zařízení, která využívají umělou inteligenci.
Společnost také spolupracuje s významnými značkami spotřební elektroniky, jako je například Xiaomi, TCL a podílí se na programu Android TV.

## Historie a dnešní působení

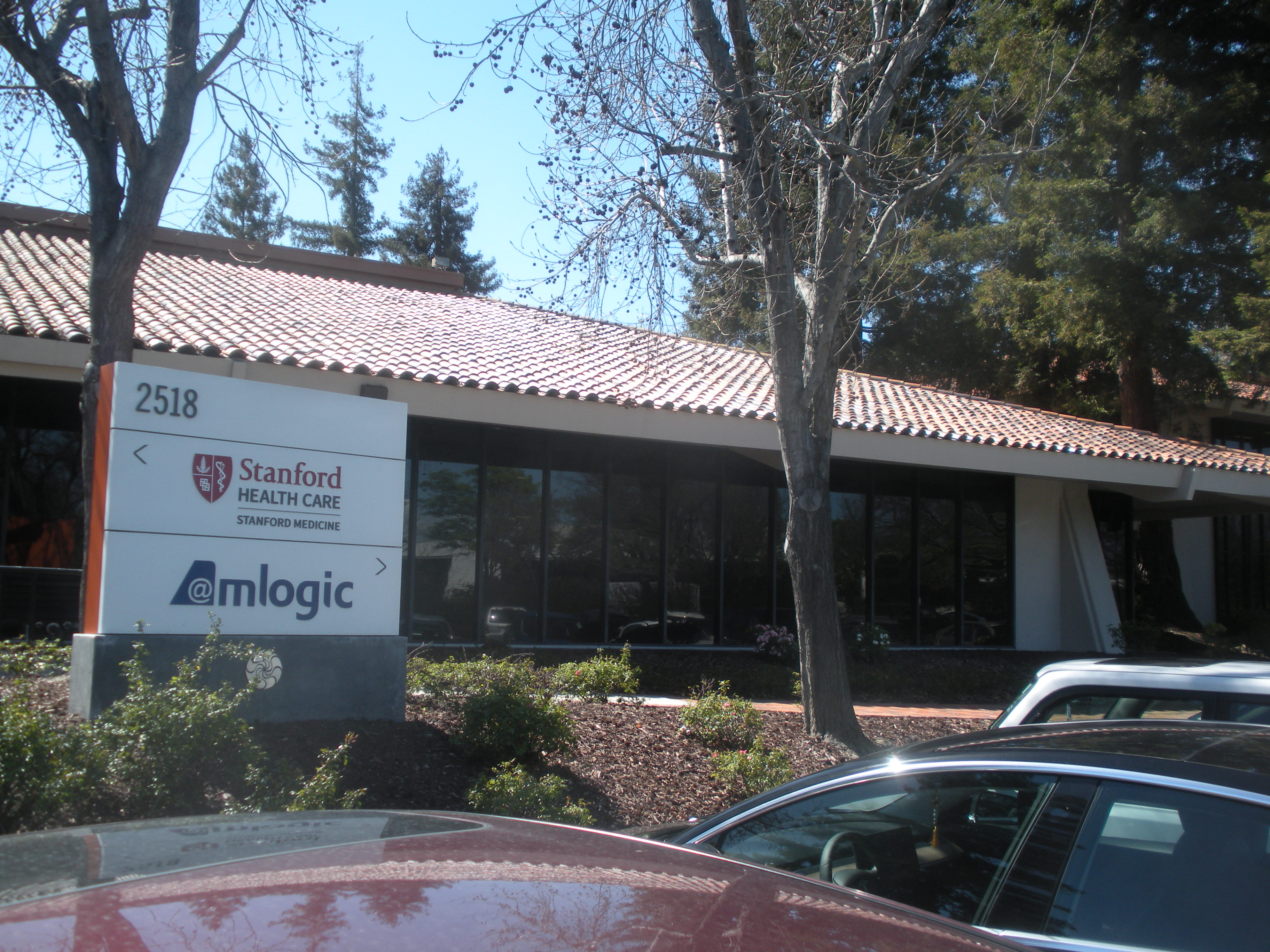
Pobočka Amlogic ve městě Santa Clara

Firma byla založena v březnu roku 1995 v Silicon Valley ve městě Santa Clara v Kalifornii, kde se dnes nachází jedna z jejich poboček, která slouží také jako jejich hlavní americká kancelář.
Oficiální sídlo společnosti se dnes nalézá v Šanghaji v Číně a jejím nynějším CEO (chief executive officer) je John Zhong.
Pobočky firmy se však nacházejí po celém světě, a to například ve městech Šen-Čen, Peking, Hongkong, Singapur, Soul, Bombaj, Londýn, Mnichov, Milán a v dalších.
Amlogic je dnes jednou z hlavních firem v oboru polovodičů, zejména v segmentu elektronických komponentů pro chytrou domácnost a multimediální zařízení. V červnu roku 2024 její tržní hodnota čítala 3,29 miliard amerických dolarů (téměř 77 miliard Kč), což ji řadí mezi přední hráče na čínském trhu polovodičů.

## Aplikace výrobků[4]
Amlogic nabízí široké portfolio výrobků, které následně slouží k rozmanitému využití v chytré domácnosti a multimédiálních zařízení a jsou využívána v 6 praktických aplikací:

### Čipy pro Smart STB (Set-top boxy)
Pomocí čipů určených pro chytré set-top boxy lze dosáhnout vyšší kvality přenosů, poskytuje obsah na vyžádání (např. videotéka), umožňuje přehrávat obsah z místních médií (např. USB disku), a nabízí různé internetové aplikace. Tyto čipy jsou využívány například set-top boxy od společnosti Xiaomi.

### Čipy pro Smart TV
Tyto čipy jsou určené přímo pro chytré televizory, v nichž podporují vysoké rozlišení, funkce umělé inteligence a interaktivní internetové funkce. Tyto čipy jsou využívány zejména televizory od Xiaomi nebo TCL.

### Čipy pro Smart Vision
S podporou Neural Network lze s pomocí těchto čipů zpracovávat data přímo na zařízení jako jsou kamery, čímž se značně sníží zátěž serverového zpracování. Pomocí těchto technologií lze také snadněji realizovat rozpoznávání obličejů, sledování objektu nebo spouštění automatických alarmů.

### Čipy pro Smart Home
Tyto čipy napomáhají k dálkovému ovládání koncových zařízení, jako jsou například světla, závěsy, kamery, klimatizace a další. Mezi tato zařízení patří také chytré reproduktory s integrovanou umělou inteligencí s hlasovou aktivací.

### Čipy pro Smart Speaker
Amlogic vyvinul také A113X Far-Field Dev Kit pro Amazon AVS na vytvoření produktu s podporou Alexa, jenž dokáže zachytit hlas na dálku, a které využívají schopnosti A113X SOC, která podporuje pokročilé DSP algoritmy.

### Čipy pro Digital Signage
Čipy určené pro tyto účely jsou využívány v mnoha odvětvích jako jsou například vzdělávání, reklama, doprava, finance a používají se kupříkladu pro digitální reklamy, digitální nápisy či interaktivní displeje.